# Liste der Bodendenkmäler in Kirchendemenreuth
Auf dieser Seite sind die Bodendenkmäler in der Oberpfälzer Gemeinde Kirchendemenreuth zusammengestellt. Diese Tabelle ist eine Teilliste der Liste der Bodendenkmäler in Bayern. Grundlage ist die Bayerische Denkmalliste, die auf Basis des Bayerischen Denkmalschutzgesetzes vom 1. Oktober 1973 erstmals erstellt wurde und seither durch das Bayerische Landesamt für Denkmalpflege geführt wird. Die folgenden Angaben ersetzen nicht die rechtsverbindliche Auskunft der Denkmalschutzbehörde.

## Bodendenkmäler in Kirchendemenreuth
| Lage               | Objekt                                                                            | Akten-Nr.     | Bild |
| ------------------ | --------------------------------------------------------------------------------- | ------------- | ---- |
| (Standort)         | Mittelalterlicher Burgstall „Ginghaus“.                                           | D-3-6238-0001 |      |
| (Standort)         | Jungsteinzeitliche Siedlung.                                                      | D-3-6238-0003 |      |
| Döltsch (Standort) | Mesolithische Freilandstation, spätmittelalterliche Siedlung.                     | D-3-6238-0008 |      |
| (Standort)         | Mesolithische Freilandstation, Wüstung des Mittelalters oder der frühen Neuzeit.  | D-3-6238-0015 |      |
| (Standort)         | Endpaläolithische und mesolithische Freilandstation, Siedlungen der Jungsteinzeit | D-3-6238-0019 |      |
| (Standort)         | Spätpaläolithische und mesolithische Freilandstation.                             | D-3-6238-0021 |      |
| (Standort)         | Endpaläolithische und mesolithische Freilandstation.                              | D-3-6238-0025 |      |
| (Standort)         | Mesolithische Freilandstation, vorgeschichtliche Siedlung.                        | D-3-6238-0048 |      |
| (Standort)         | Archäologische Befunde im Bereich der Kath. Kirche St. Johannes Baptist           | D-3-6238-0054 |      |
| (Standort)         | Archäologische Befunde und Funde im Bereich der Kath. Kirche St. Andreas          | D-3-6238-0057 |      |
| (Standort)         | Archäologische Befunde des Mittelalters und der Neuzeit                           | D-3-6238-0068 |      |
| (Standort)         | Endpaläolithische und mesolithische Freilandstation.                              | D-3-6239-0023 |      |
| (Standort)         | Spätpaläolithische und mesolithische Freilandstation.                             | D-3-6239-0024 |      |
| (Standort)         | Spätpaläolithische und mesolithische Freilandstation.                             | D-3-6239-0055 |      |
| (Standort)         | Endpaläolithische und mesolithische Freilandstation.                              | D-3-6239-0066 |      |